# KeKe

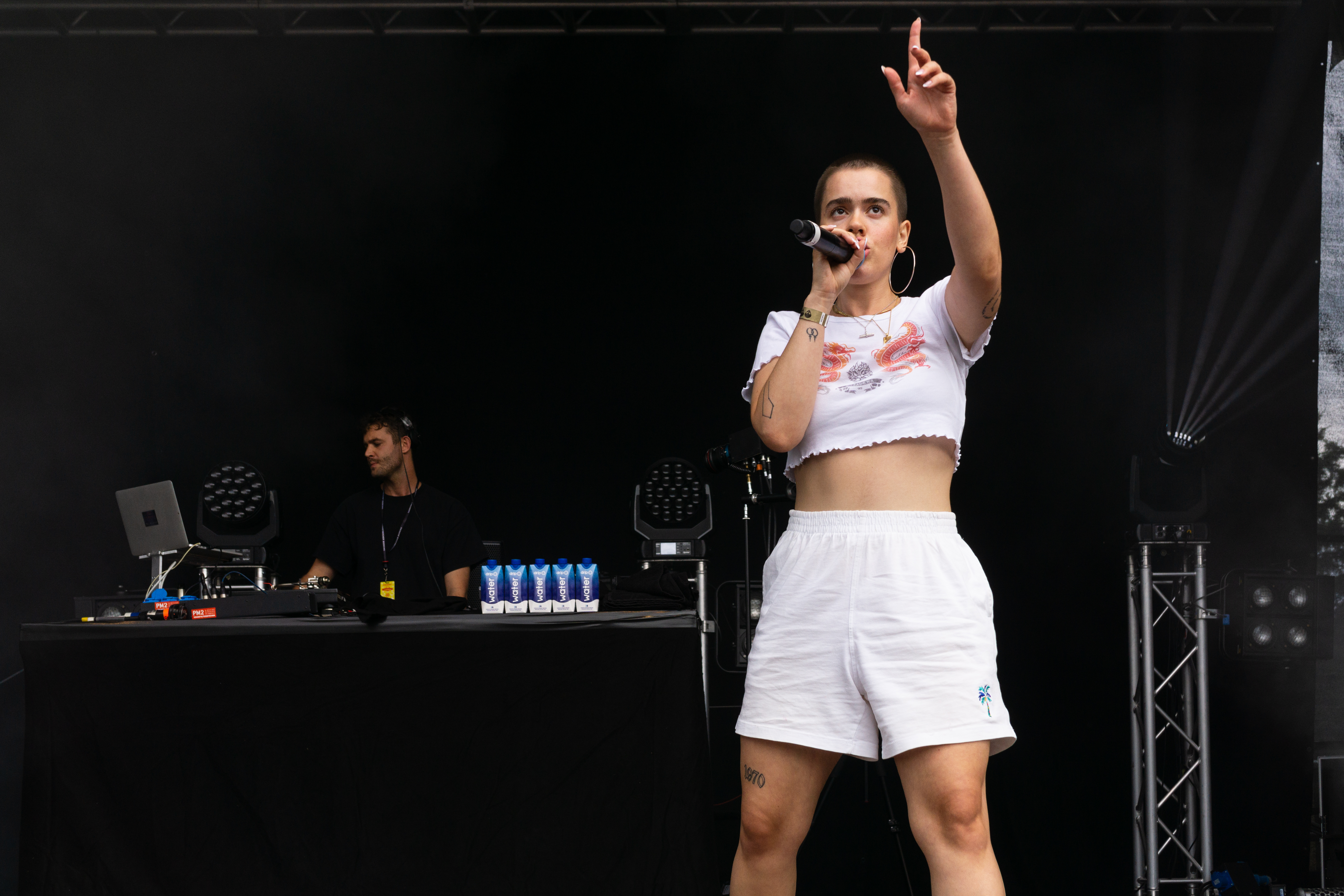
KeKe (2019)

KeKe (bürgerlicher Name: Kiara Hollatko; * 11. November 1994 in Wien) ist eine österreichische Rapperin.

## Leben
KeKe wuchs im niederösterreichischen Krems an der Donau auf. Mit elf Jahren begann sie mit dem Singen und hatte im Jahre 2007 ihren ersten Auftritt im österreichischen Fernsehen beim Kiddy Contest. Der von ihr vorgetragene Song Mein Schatten spinnt, der auf Tokio Hotels Übers Ende der Welt basiert, sicherte ihr den vierten Platz bei diesem Wettbewerb. In den darauffolgenden sieben Jahren spielte sie in der Band The Common Blue.
Nachdem sie die Matura abgeschlossen hatte, zog sie nach Wien und begann dort Jazz-Gesang zu studieren. In dieser Zeit wurde das Wiener Musiklabel Mom I made it wegen eines Covers von Casting my Young Years – London Grammar auf sie aufmerksam. 2018 nahm das Sublabel von Universal die Sängerin unter Vertrag. Gemeinsam mit dem Produzenten Shwan The Savage Kid entstand der Song Donna Selvaggia in einer spontanen Studiosession und wurde im Sommer 2018 veröffentlicht. Am Ende des Jahres folgte ihr zweiter Song Validé.
Am 1. November 2019 veröffentlichte sie ihre erste EP Donna.
Außerdem ist sie auf dem am 13. September 2019 erschienenen Album Trettmann von Trettmann in dem Song Wenn du mich brauchst und auf dem am 10. Oktober 2019 erschienenen Album Kiox von Felix Kummer als Feature-Gast gemeinsam mit LGoony im Song Aber nein vertreten.

## Rezeption
Die FAZ meint, dass Keke mit Stimme, Körper, Meinung so viel Raum einnehmen wolle wie nur möglich. Ihre Fans würden sie für ihre Texte feiern. Mit ihren Liedern rappe sie gegen normierte Schönheitsideale und Rollenbilder an. Dominik Lippe meint auf laut.de, dass KeKe sich den dominierenden Cloud Rap angeeignet und ihn auch mit Persönlichkeit versehen habe. Die EP „Donna“ vollziehe aber einen übergroßen Bogen. Mit gerade einmal einer Handvoll Songs vermittelt die EP einen geradezu absurd inkohärenten Eindruck. Weiter meint laut.de zu der Rapperin, dass KeKe sich am zeitgeistigen Sound des Trap und Cloud Rap orientiere, den sie mit persönlichen Songtexten versieht. FM4, der Jugendkulturradiosender des Österreichischen Rundfunks, kürte sie zum Soundpark Act des Monats September (2019) und merkte an, dass sich ihre erste Single „Donna Salvaggia“ mit tiefen Bässen unterlegt ganz eindeutig als Gegenpol zu all den sexistischen Männerfantasien so vieler Rapkollegen positioniert. Der Standard meint, dass der offene Umgang mit vermeintlichen Schwächen, Angst oder Depression Kekes Raps auszeichne. Der Schweizer Tagesanzeiger zählt sie zu den Stars von morgen, die man heute schon hören sollte.

## Diskographie
- 2015: The Common Blue - Eleven Songs (ATS Records CD-0855)
- 2019: Donna